# Château de Charly
Le château de Charly olim Charleu est un ancien château fort, du XIIIe siècle, remanié au XVIIIe siècle et mutilé au XIXe siècle, qui se dresse sur la commune de Charly dans la métropole de Lyon en région Auvergne-Rhône-Alpes.
Le château fait l’objet d’une inscription au titre des monuments historiques par arrêté du 7 juin 1926.

## Situation
Le château de Charly est situé dans la métropole de Lyon sur la commune de Charly, au sud.

## Histoire
En 1239, la terre est acquise en franc-alleu par le Chapitre de Saint-Just d'Hugues de Chavannes. Le château aurait entre 1244 et 1251 servi de résidence au pape Innocent IV.
En 1314, la châtellenie est entre les mains de Pierre Miriboilli. Elle passe, vers 1470, par mariage à la famille de Bocsozel.
Différentes familles ont possédé le fief de Charly. La liste des principaux occupants des lieux s'établit comme suit.
Famille Miriboilli
- vers 1314 : Pierre est seigneur de Charly.
- 1323 : Guillemet entreprend la construction, après rétrocession de la juridiction par l'abbé d'Ainay.
- 1362 : la forteresse résiste à une attaque des Tard-Venus.

Famille Bocsozel
- 1441 : le titre passe par mariage à cette famille.
- avant 1460 : Antoine, qui épouse Catherine Jossard.
- avant 1476 : André, qui épouse Anne de Monestier.

Famille Thurin
- 1501 : cette famille prend possession du fief.
- André, seigneur de Jarnosse et écuyer ; il épouse Charlotte du Crozel.
- milieu du XVIe siècle : François, fils des précédents, seigneur de Jarnosse et premier panetier du royaume de 1560 à 1582 ; il épouse Jeanne Faye.

Famille Gadagne
- 1559 : Thomas, seigneur de Beauregard, lieutenant général du roi en Bourbonnais, achète la seigneurie ; il épouse dame Hilaire de Marconet.
- début du XVIIe siècle : Claude, fils des précédents, porte-enseigne des gardes du roi, dit le « cadet de Beauregard » ; il épouse en 1604 Éléonore de Saligny.

Famille Sève
- première moitié du XVIIe siècle : Luc ( -1643), échevin en 1623 ; il épouse Françoise Catherine Vibert.
- 1648 : Anne, qui a épousé Charles de Serre, et Marie, qui a épousé Raymond d'Adveillon, filles des précédents, se partagent la seigneurie.

Famille Serre
- 1686-1723 : Antoine (1649-1723), conseiller d’honneur en la cour des monnaies ; il épouse Jeanne Perrette.

Famille Pianelli de la Valette
- 1707 : Jean-Baptiste, conseiller à la cour des monnaies; il avait épousé Claudine de Serre
- 1759-1760 : Laurent (1707-1792) est aussi seigneur de Maubec ; il épouse Mlle Lenfant.

Famille Barbier des Landes
- 1760-1793 : Paul (1731-1802), négociant; il épouse en 1759 Marie Garnier de Boissonne.

Époque plus récente
- 1793 : le château est saisi et mis sous séquestre.
- 1829 : les sœurs Saint-Charles transforment le domaine en école.
- De nos jours, les bâtiments sont occupés par l'école maternelle privée Saint-Charles.

## Description
La construction initiale remonte au début du XIVe siècle. Au XVIe siècle, on en trouve la description suivante : « chasteau fossoyé à quatre tours, pontz, colombier, pressoir, estables, granges, jardin, vergier, vivier, pré, vignes, terres labourables ».
Deux donjons carrés, l'un crénelé, l'autre couronné de mâchicoulis et pourvu de poivrières d'angles sur culot sont reliés par un logis rectangulaire.  
L'ensemble est précédé d'une enceinte flanquée sur sa façade nord de deux tourelles rondes d'angle à mâchicoulis qui encadrent la porte d'entée surmontée d'une bretèche. Il existait deux autres tours rondes, qui protégeaient un pont-levis, et des douves, aujourd'hui comblées.
Le château est une propriété privée et ne se visite pas.

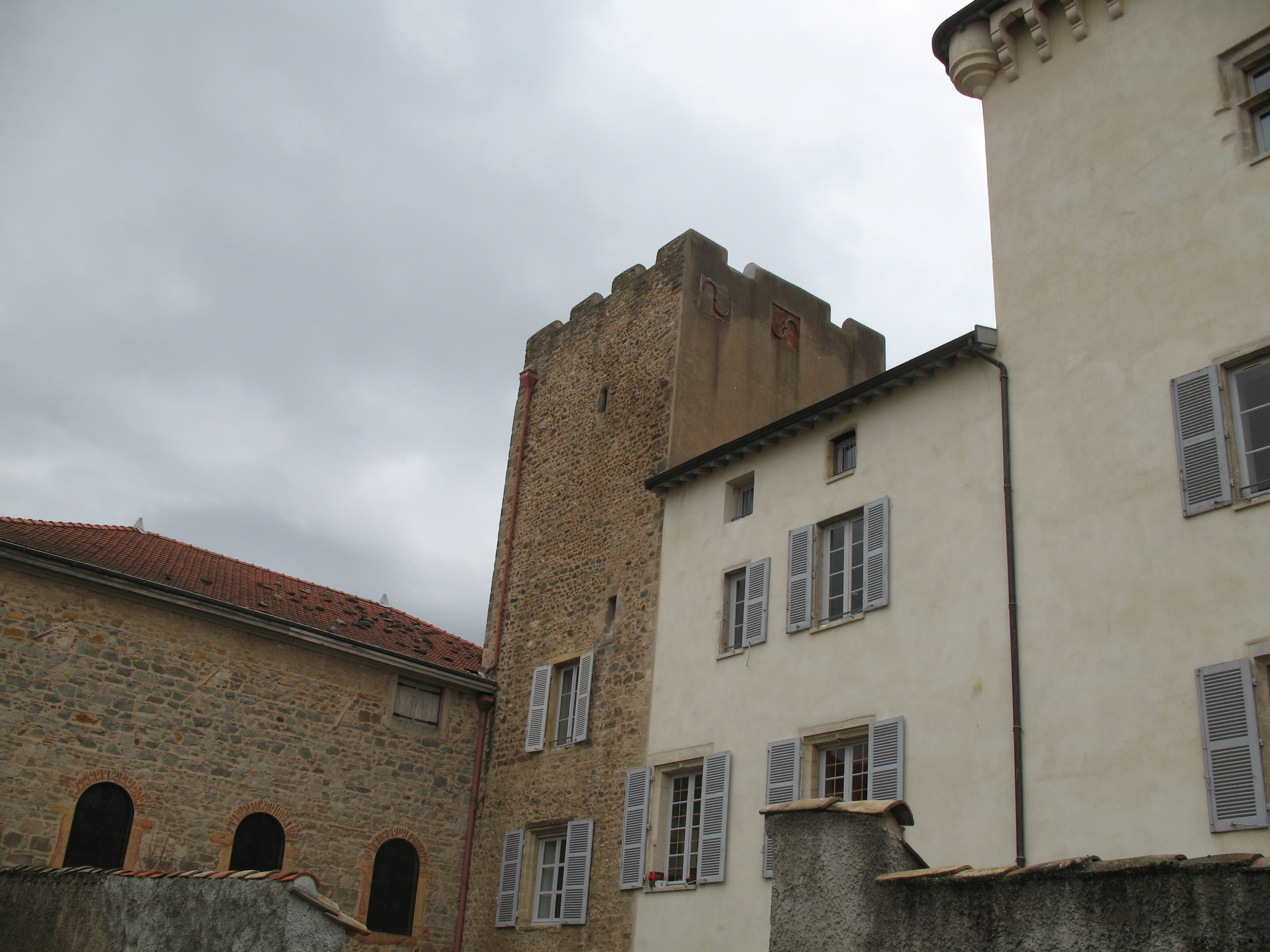
Façade orientale
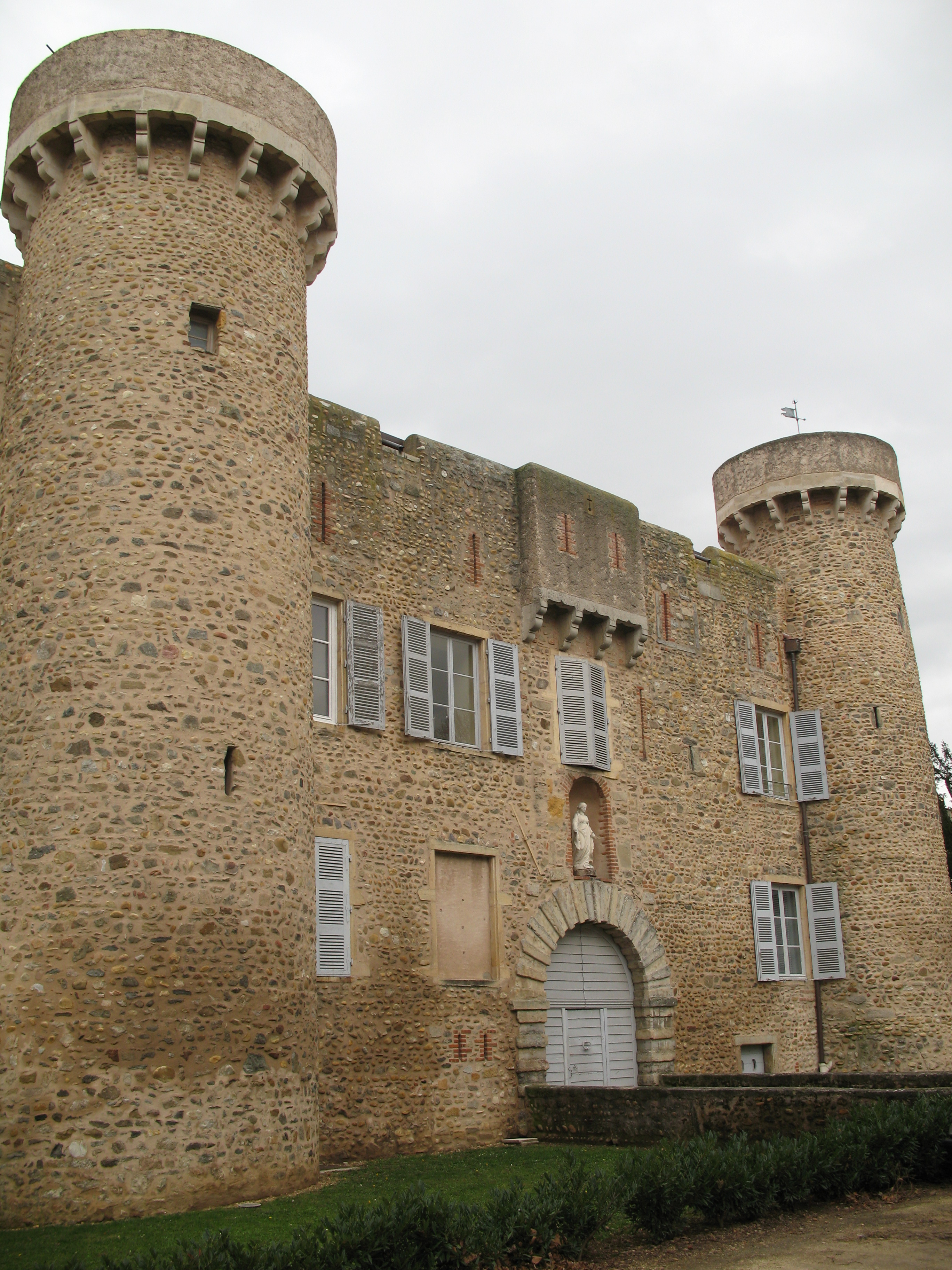
Façade occidentale
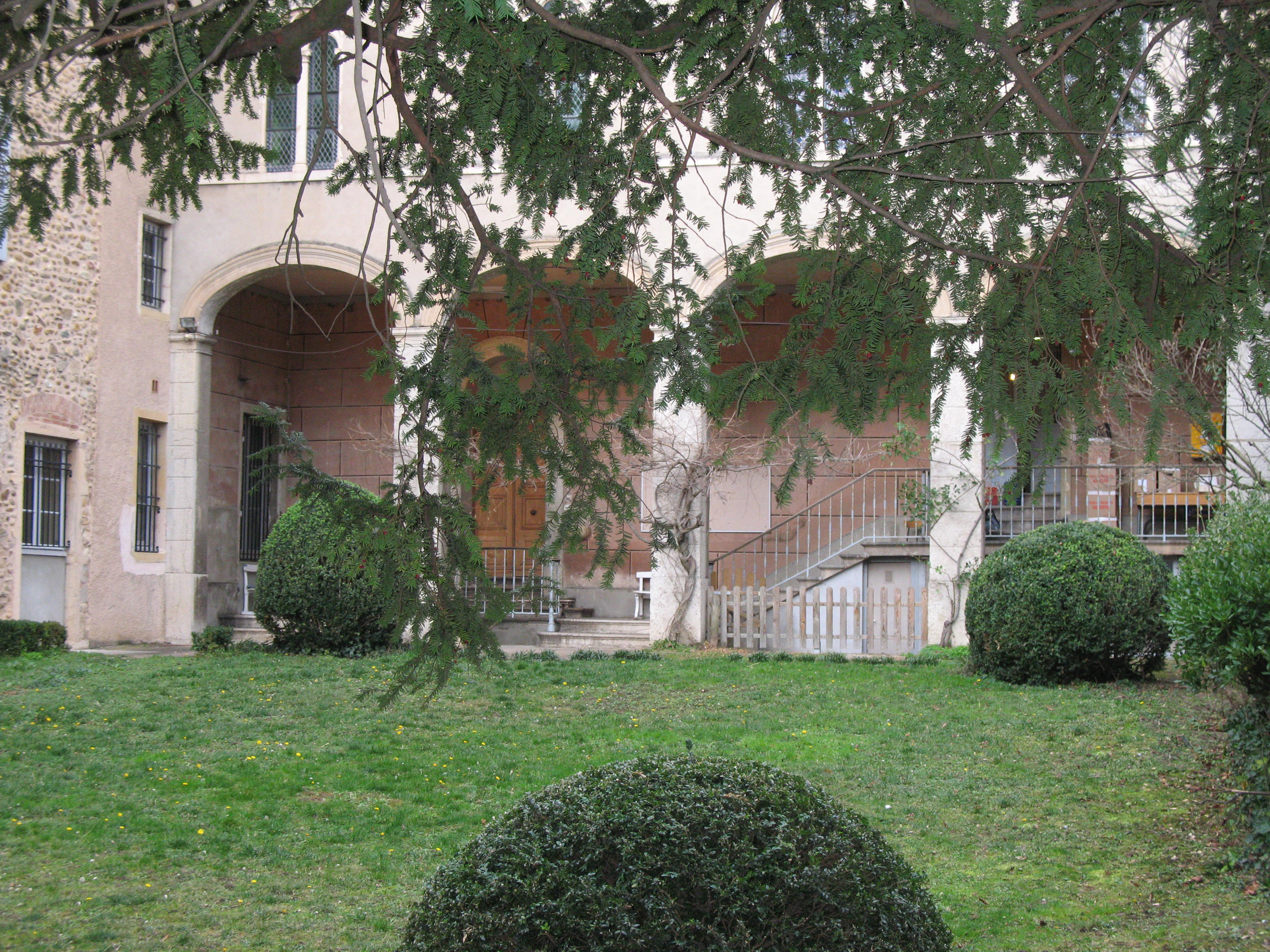
Galerie de l'école mitoyenne